# Alice von Mülinen
Alice von Mülinen (Geburtsname Mathilde Emma Alice de Bary;  * 30. August 1868 in Guebwiller; † 31. August 1952) war eine Schweizer Dichterin.
De Bary entstammte dem Elsässer Zweig einer Basler Seidenbandfabrikantenfamilie. 1888 heiratete sie Hans von Mülinen (1858–1936), der Oberförster in Bern war. Helene von Mülinen war ihre Schwägerin. Die Tochter Beatrix wurde 1889 geboren. Alice von Mülinen veröffentlichte 1909 ihren Gedichtband Le Vent dans les Arbres und danach fünf weitere, ebenfalls in Französisch. Sie war Mitgründerin und von 1914 bis 1936 zweite Präsidentin des Internationalen Lyceumclubs Bern und unterhielt ein weitverzweigtes Korrespondentennetz. Neben Dokumenten zu ihrer Schriftstellerei und ihrer Korrespondenz dokumentiert ihr Nachlass in der Burgerbibliothek Bern auch ihr botanisches Interesse; sie war auch als Alpinistin bekannt.